# Stupid Dream
Albums de Porcupine Tree
Signify
(1996) Lightbulb Sun
(2000)
Stupid Dream est le cinquième album studio du groupe britannique Porcupine Tree, sorti le 7 mars 1999 sous le label Kscope.
L’album emploie un style de rock progressif avec des éléments pop. Ce style diverge des albums précédent du groupe plus psychédélique.

## Liste des titres
| 1.    | Even Less                | 7:11 |
| 2.    | Piano Lessons            | 4:21 |
| 3.    | Stupid Dream             | 0:28 |
| 4.    | Pure Narcotic            | 5:02 |
| 5.    | Slave Called Shiver      | 4:40 |
| 6.    | Don't Hate Me            | 8:30 |
| 7.    | This Is No Rehearsal     | 3:26 |
| 8.    | Baby Dream in Cellophane | 3:15 |
| 9.    | Stranger by the Minute   | 4:30 |
| 10.   | A Smart Kid              | 5:22 |
| 11.   | Tinto Brass              | 6:17 |
| 12.   | Stop Swimming            | 6:53 |
| 59:55 |                          |      |